# Katarismo

Wiphala de Túpac Katari

El katarismo es una corriente política de Bolivia que toma su nombre de Túpac Katari, líder indígena del siglo XVIII . Junto con el indianismo, ha sido la base ideológica y organizativa de los procesos de emergencia indígena desde la década de 1970.
Ambas corrientes alcanzaron su mayor influencia entre 2000 y 2005, cuando las movilizaciones contra las políticas neoliberales llevaron a la presidencia de Bolivia al dirigente cocalero Evo Morales. Los planteamientos indianistas y kataristas fueron incorporados parcialmente en la nueva Constitución política del Estado boliviano de 2009 y en el discurso del Gobierno de Morales, a través de conceptos como el «vivir bien» y el «Estado plurinacional». Sin embargo, estos principios no han sido plenamente aplicados en la práctica.

## Historia
El movimiento katarista empezó a articularse públicamente a inicios de los años 1970 recuperando la identidad política del pueblo aimara. El movimiento se centró en dos claves: que el legado colonial ha permanecido en las repúblicas latinoamericanas después de los procesos de independencia, y que la población indígena constituye la mayoría demográfica (y así esencialmente, política) en Bolivia. El katarismo hace visible la doble opresión de los pueblos indígenas de Bolivia: la de clase (en el sentido marxista) y la opresión nacional.
La reforma agraria de 1953 había facilidad el acceso a los estudios universitarios en La Paz en los años 1960 a un grupo de jóvenes aimaras. En la ciudad afrontaron prejuicios, y empezó a emerger el pensamiento katarista entre el alumnado. Estaban inspirados en la retórica de la revolución nacional así como por Fausto Reinaga, escritor y fundador del Partido Indio de Bolivia. El grupo creó el Movimiento Universitario Julián Apaza, MUJA, organizado en torno a demandas culturales como la educación bilingüe. Su principal líder fue Genaro Flores Santos  (quién en 1965 regresó al campo para dirigir la lucha de los campesinos). Otra figura prominente fue Raimundo Tambo.
En 1971 en el Sexto Congreso Nacional Campesino, el congreso de la Confederación Nacional de Campesinos, el katarismo emergió como la mayor fuerza de oposición a las fuerzas progubernamentales. En 1973 en la masacre de Tolata (en el que fueron asesinados al menos 13 campesinos quechuas) el movimiento katarista se radicalizó. Tras la masacre, los kataristas emitieron el Manifesto Tiwanaku de 1973 denunciando la explotación económica del pueblo quechua y su opresión cultural y política. En esta visión, la conciencia de clase campesina y la conciencia étnica aimara y quechua eran complementarias porque veían al capitalismo y al colonialismo como la raíz de la explotación.

## Desarrollo político

### 1970-1980
El katarismo logró un importante avance político a finales de 1970 a través del rol que jugaron sus líderes en la Confederación Sindical Única de Trabajadores Campesinos de Bolivia (CSUTCB). Los kataristas empujaron al sindicato a comprometerse más con el indigenismo. Finalmente se produjo una división de los kataristas en dos grupos: el primero, más reformista, fue dirigido por Víctor Hugo Cárdenas, quien más tarde fue vicepresidente de Gonzalo Sánchez de Lozada, encabezando los esfuerzos por institucionalizar un multiculturalismo dirigido por el Estado neoliberal, un segundo grupo articuló el camino del nacionalismo aimara creando la rama política del movimiento: el Movimiento Revolucionario Tupaj Katari (MRTK). Esta corriente radical del katarismo ha estado representada por Felipe Quispe (alias el Mallku), quien participó en la fundación de la guerrilla Ejército Guerrillero Tupac Katari en los años 1980. Este grupo más tarde se convertiría en el MIP (Movimiento Indígena Pachakuti), el cual se posicionó en una crítica abierta al neoliberal Consenso de Washington y planteó la unión en torno a la solidaridad étnica. Quispe defendió la creación de un país soberano nuevo, la República de Qollasuyo, que lleva el nombre de una de las cuatro regiones del antiguo imperio donde los incas conquistaron a los aymaras. El actual vicepresidente de Bolivia, Álvaro García Linera, fue miembro de este grupo.
La organización katarista quedó debilitada institucionalmente en los años 1980. En este contexto las ONG empezaron a apropiarse de los símbolos kataristas. Partidos populistas, como Conciencia de Patria (CONDEPA) también empezó a integrar los símbolos kataristas en su discurso.

### 1990-actualidad
Después del Movimiento Nacionalista Revolucionario (MNR) incorporó propuestas del katarismo en su programa durante la campaña electoral de 1993 y otros partidos hicieron lo propio, entre ellos de manera notable el Movimiento de Izquierda Revolucionaria).